# ピョートル・セミョーノフ＝チャン＝シャンスキイ
ピョートル・セミョーノフまたはピョートル・セミョーノフ＝チャン＝シャンスキイ（ロシア語: Пётр Петрович Семёнов-Тян-Шанский, ラテン文字転写: Pyotr Petrovich Semyonov-Tyan-Shansky, 1827年1月14日 - 1914年3月11日）はロシアの地理学者、統計学者である。40年以上にわたってロシア地理学会を運営した。

## 略歴
リペツク州・リャザンカの貴族の家に生まれ、サンクトペテルブルク大学で学んだ。1950年代にはベルリン大学でアレクサンダー・フォン・フンボルトやカール・リッターのもとで地理学を学び、彼らの著作をロシア語に翻訳した。
フンボルトの提案で、当時、あまり知られていなかった天山山脈の探検を決意し、1856年にバルナウルから、アルタイ山脈を通ってイシクク湖に達した。 1857年に再び天山山脈に戻り、山脈の知られていなかった山を探索した。テングリ＝タグ（中央天山）の風景などを見た最初のヨーロッパ人となった。
セミョーノフの功績のひとつは天山山脈の起源に関するもので、フンボルトは火山起源と推定していたが、火山活動を示す証拠はどこにも見られなかった。翌年、最初の論文を発表し、高い評価を受け、皇帝、ニコライ2世から姓に天山を示すチャン＝シャンスキイを添名として与えられた。
社会統計学にも興味を示し、1864年から1874年まで中央統計委員会で働き、この組織は内務省の統計委員会となり、1891年まで議長を務めた。1897年のロシア最初の国勢調査に尽力した。同じ年にロシア帝国の国家評議会議員に選ばれた。
セミョーノフはしばしばスイス、イタリア、フランスを訪れ、オランダの巨匠の美術品を集めた。これらは後にエルミタージュ美術館に収められた。昆虫の収集家としては約700,000の標本を集め、多くの新種にセミョーノフの名前が付けられた。ロシア地理学会を1873年から没するまで運営し、ニコライ・プルジェヴァリスキーやピョートル・コズロフらの中央アジアの探検を支援した。1897年に王立地理学会の金メダル（創立者メダル）を受賞した。
セミョーノフはミハイル・ペトラシェフスキーの社会主義の秘密サークルに加わっていて、文学者のフョードル・ドストエフスキーの古い友人であった。セミョーノフの自伝『メモワール』でドストエフスキーのことを革命家でなく「感情の人」であったと評し、虐げられている人間に対して暴力がふるわれるのを見た時には憤りに駆られて、赤旗をかかげて広場へ出て行くこともしかねなかったと書いた。
息子のアンドレイ・セミョーノフ＝チャン＝シャンスキイは昆虫の分類学者として知られる。

## 著作
- Travels in the Tian'-Shan' 1856–1857. Trans. by Liudmila Gilmour, Colin Thomas and Marcus Wheeler. Edited and annotated by Colin Thomas. The Hakluyt Society, London 1998, ISBN 0-904180-60-3.
  - 『天山紀行』 樹下節訳、「世界探検全集7」河出書房新社、1977、新版2023
- Ritter, K.: Zemlevedenie Azii. [Erkunde Asiens]. Übersetzt und ergänzt von P. P. Semenov. 5 Teile. St. Petersburg: 1856–1879.
- P. v. Semenow’s Erforschungsreisen in Inner-Asien 1857, seine Aufnahmen des Alpensee’s Issyk Kul und anderer Theile. In: Petermanns Mitteilungen 4, 1858, Heft 9, S. 351–369. Karte 1:2870000, 2 Skizzen und 3 Profile.
- Geografičesko-statističeskij slovar‘ Rossijskoj Imperii. [Geogr.-statistische Enzyklopädie des Russischen Imperiums]. T. 1 – T. 4. St. Petersburg 1863, 1865, 1867, 1870.
- Živopisnaja Rossija [Pittoreskes Russland]. 12 Teile. Hrsg. v. P. P. Semenev. St. Petersburg, Moskva: 1881–1885.
- Rossija. Polnoe geogr. Opisanie našego otečestva … [Russland. Vollständige geogr. Beschreibung unseres Vaterlandes …] Hrsg. von P. P. Semenov u. V. P. Lamanski. 19 Bände. St. Petersburg: 1899–1913.

### 伝記
- アルダン・セミョーノフ（ロシア語版）『はるかなる天山　天山に魅せられた探険家たち』 田村俊介訳、新時代社、1972
  - 『遥かなる天山　天山に魅せられた探検家 セミョーノフ伝』「山岳名著選集」ベースボール・マガジン社、1976

新版、著者表記は、アンドレイ・イグナティエヴィチ・アルダン=セミョーノフ